# Стефан Влахов Мицов
Стефан Влахов-Мицов (6. фебруар 1956) универзитетски је професор, филозоф и писац. Родио се у Габрову, где је учио математичку гимназију, а на Софијском универзитету „Св. Климент Охридски“ завршио историју (ужа специјалност балканистика), филозофију и реторику. Доктор је филозофских наука. Председник је Савеза слободних писаца у Бугарској. Члан је Савеза бугарских журналиста и међународне организације журналиста. Главни секретар друштва за бугарско-македонско пријатељство од 1995. године. Први руководилац Културно-информативног центра Републике Македоније у Софији. Има око 1.200 публикација и наступа у бугарској штампи и на електронским медијумима. Аутор је десет књига.
Још као студент, а потом и као универзитетски професор, супротстављао се великобугарској пропаганди, због чега је имао и неприлика. Више пута јавно се изјашњавао против начина на који се представља бугарска историја (на једном свом наступу на једном бугарском радију је изјавио да чак 80% бугарске историје је фалисфикат, због чега је и отпуштен са универзитета.